# コーラ (小惑星)
コーラ (504 Cora) は、小惑星帯に位置する小惑星である。
ソロン・アーヴィング・ベイリーがアレキパで発見し、インカ神話の創造神であるビラコチャの4人の息子の1人の妻、コーラにちなんで名づけられた。